# Arnouville-lès-Mantes
Arnouville-lès-Mantes é uma comuna francesa na região administrativa da Île-de-France, no departamento de Yvelines. A comuna possui 699 habitantes segundo o censo de 1990.